# عارف رحمن
عارف رحمن هو مغني وكاتب أغاني وممثل كندي، ولد في 26 فبراير 1987 بهونغ كونغ في الصين.

## أعمال

### أفلام
- (2017) اليوغا كونغ فو

## وصلات خارجية
- عارف رحمن على موقع IMDb (الإنجليزية)
- عارف رحمن على موقع ألو سيني (الفرنسية)
- عارف رحمن على موقع ميوزك برينز (الإنجليزية)
- عارف رحمن على موقع أول موفي (الإنجليزية)
- عارف رحمن على موقع قاعدة بيانات الفيلم (الإنجليزية)
- عارف رحمن على موقع كينوبويسك (الروسية)